# Vietnám világörökségi helyszínei
Vietnám területéről eddig nyolc helyszín került fel a világörökségi listára, hét helyszín a javaslati listán várakozik a felvételre. 
| | Hué császárváros műemlékegyüttese |
| 1993 |                                   |
| Kulturális (IV) |                                   |
| Védett terület: 315.47 ha, puffer zóna: 71,93 ha, hivatkozás: 678 |                                   |
| A város 1802 és 1945 között a Nguyen-dinasztia tizenhárom császárának uralma alatt Vietnám politikai központja és fővárosa volt. A 19. század elején az uralkodó a városközpontban építette fel kínai palotaegyütteshez hasonló megerősített rezidenciáját. Az épületegyüttes déli részén kaptak helyet az uralkodó kíséretének tagjai és a szolgák, míg a középső részbe csak a császár és családja léphetett be. Ez a császári palotarész más néven Tiltott Város egy erődszerű főkapun keresztül közelíthető meg. Belül található a Mennyei Harmónia Csarnoka, ahol a császárokat koronázták, és a családtagok és személyzetük részére kialakított Bíborpalota. A hatalmas Tiltott Város mellett a fallal megerősített településen még több citadella is található. A császárváros jellegzetessége, hogy tájolása nem észak-déli irányú, hanem egyes részei átlósan helyezkednek el. Falain kívül található a dinasztia két uralkodójának síremléke. |                                   |

| | Hạ Long-öböl |
| 1994, kterjesztés: 2000, 2023 |              |
| Természeti (VII)(VIII) |              |
| Védett terület: 65 650 ha, puffer zóna: 34 140 hivatkozás: 672 |              |
| Az észak-vietnámi Ha Long-öböl a körülbelül ezerhatszáz meredek mészkő szigetéről híres amelyek közül sok sziget száz méterrel is kiemelkedik a tengerből. Meredek felszínük miatt a legtöbb lakatlan. A legenda szerint a látványos tájat egy sárkány alakította ki, innen kapta nevét is Ha Long - a leszálló sárkány öble. Geológiai magyarázata, hogy a part menti vastag mészkőréteg az utolsó jégkorszak végén megsüllyedt, majd eróziónak kitett karsztképződményei a tenger áradása/visszahúzódása miatt változatos formára koptak el. A vidék fontos helyszíne a geoklimatikus és az összetett környezetben zajló karsztos folyamatok kutatásának. A rendkívül formagazdag sziklák (piramis, tűszerű, ívelő hátú képződmények) közül a nagyobbak egy részében látványos tavak és barlangok találhatók. A függőleges falú sziklák képét a mai napig kőzuhatagok és leváló kőtömbök formálják. |              |

| | Hoi An ősi városa |
| 1999 |                   |
| Kulturális (II)(V) |                   |
| Védett terület: 30 ha, puffer zóna: 280 ha, hivatkozás: 948 |                   |
| Hoi An 1535-lett a régió első portugál kereskedelmi állomása, és hamarosan fontos központtá fejlődött kínai, japán és európai városrészekkel. Épületei és városszerkezete a település történetét alakító hazai és külföldi hatásokról árulkodik. A városban főleg lakkal, gyöngyházzal és porcelánnal kereskedtek. Hanyatlását más kikötővárosok felemelkedése és kikötőjének eliszaposodása okozta. A 17. század végi polgárháború után még meg tudta őrizni befolyását, de a 18. századi Tay Son felkelésben súlyos károkat szenvedett és a 19. századra hanyatlásnak indult. Ennek köszönhetően őrizte meg eredeti városképét, szűk sikátorait, egyházi épületeit, pagodákat, templomokat és gyülekezeti házakat. Négyszögletes alaprajzú pagodáinak egy részét még a 17 – 18. században alapították. A szűk sikátorok mellett álló épületek jelentős része a 19. és a 20. század meghatározó stílusait képviselik, az óváros jellegzetes hangulata a 19. század végi francia gyarmati épületeknek köszönhető. |                   |

| | Mỹ Sơn szentély |
| 1999 |                 |
| Kulturális (II)(III) |                 |
| Védett terület: 142 ha, puffer zóna: 920 ha, hivatkozás: 949 |                 |
| A 4. és a 13. század között Vietnám partvidékén egyedülálló civilizáció fejlődött ki, ez volt a Csampa Királyság. A birodalom története a 2. század végére, a kínai Han-dinasztia összeomlásának idejére nyúlik vissza. Eredetileg négy, később két állam alkotta, ezek a 4. századtól indultak fejlődésnek az indiai hinduizmus hatása alatt. A fejlődést állandó harcok hátráltatták, majd miután a kínaiak elfoglalták fővárosukat a birodalom összeomlott. Mỹ Sơn romokban álló fennmaradt épületegyüttese volt a csampák vallási és kulturális központja. Elsősorban Siva istent tisztelték, a romváros hetven épülete, templomai, szentélyei, tornyai az indiai szubkontinensről érkező építészeti hatásokat tükrözik. A felfelé keskenyedő templomtornyok négyzetes alapon nyugszanak, külső részeiket frízek és istenszobrok díszítik. Ez az egyedülálló kulturális örökség a mai Vietnámban már csak egy kisebbséget alkotó csampa nép legfontosabb történelmi emléke. |                 |

| | Phong Nha – Kẻ Bàng Nemzeti Park |
| 2003, kiterjesztés: 2015 |                                  |
| Természeti (VIII)(IX)(X) |                                  |
| Védett terület: 123 326 ha, puffer zóna: 220 055 ha, hivatkozás: 951 |                                  |
| A nemzeti park fő különlegességei a körülbelül 400 millió évvel ezelőtt kialakult változatos karsztformái, Ázsia legöregebb nagyméretű karsztos képződményei. Az azonos nevű barlang Vietnám legnagyobb és legszebb barlangja, ami fog formájú sztalaktit és sztalagmit formációiról híres. Az erős tektonikus mozgásnak köszönhetően a Laosz határáig nyúló terület karsztformái igen összetettek. Egyes barlangokban buddhista szentélyek maradványait tárták fel. Az eddig ismert barlangrendszer hossza 65 kilométer, a Phong Nha-barlang mellett a Van-barlang és a Hang Khe-barlang is jelentős. A park legnagyobb részét trópusi esőerdő fedi amelyben az ország növény és állatfajainak majdnem a fele megtalálható. A terület gazdag főemlősökben közöttük sok a veszélyeztetett faj. A parkban eddig 568 gerinces fajt dokumentáltak, köztük 133 emlős-, 81 hüllő és kétéltű-, 302 madárfajt, valamint halfajokat. A terület ritka élőlénye a csak a 20. század végén dokumentált vietnámi antilop és a vietnámi muntyákszarvas. |                                  |

| | A császári fellegvár központi része Thang Long-ban (Hanoi) |
| 2010 |                                                            |
| Kulturális (II)(III)(VI) |                                                            |
| Védett terület: 18,39 ha, puffer zóna: 108 ha, hivatkozás: 1328 |                                                            |
| Thang Long (Hanoi) császári fellegvárát egy 7. századi kínai erődítmény maradványaira a 11. században építették, kinyilvánítva ezzel az ország függetlenségét. Évszázadokon keresztül megszakítás nélkül a térség hatalmi központja volt, majd a 19. században a Vörös-folyó partján álló császárváros épületének nagy részét a franciák lerombolták. Az épületek és közeli régészeti lelőhelyek egy egyedi kultúra vonásait viselik amelyben keverednek az északról érkező kínai és az ősi Csampa Királyság indiai eredetű jellegzetességei. A korábbi épület megmaradt részei (Dona Mon főkapu, a Kinh Tien palota lépcsője és a Hercegnői palota) mellett emelkedik az 1805 és 1812 között épült 33 méter magas zászlótorony az ország egyik jelképe. Itt vonták fel 1954-ben az első indokínai háború befejezése után az ország nemzeti lobogóját. A császári fellegvár kiemelkedő szerepet töltött be Vietnám történelmében, megmaradt épületrészeinek feltárása jelenleg is tart. |                                                            |

| | A Hồ-dinasztia fellegvára |
| 2011 |                           |
| Kulturális (II)(IV) |                           |
| Védett terület: 155,5 ha, puffer zóna: 5 078,5 ha, hivatkozás: 1358 |                           |
| A Hồ-dinasztia fellegvárát a 14. században építették a feng-sui elvek alapján. A 155 hektáron elterülő fellegvár három részből áll, a belső erődből, a La Thanh külső falból és a Nam Giao oltárból. Ezek az épületrészek gyakorlatilag épségben fennmaradtak, a masszív falak éles ellentétben állnak a környező tájjal. A belső erőd nagy mészkőtömbökből épült, ez az új építési technika ekkor terjedt el Dél- és Délkelet-Ázsiában. Az egyes épületrészek között végzett ásatások során számos leletet tártak fel. Az épületen felismerhetően a kínai konfucianizmus hatásai, valamint a hatalom centralizálására tett erőfeszítések. A körülötte lévő város 1398 ás 1407 között a dinasztia által uralt területek fővárosa volt, a 16. és a 18. század között pedig Észak-Vietnám egyik gazdasági és kulturális központjává vált. Megmaradt épületei között hagyományos lakónegyedek, vallási épületek, utak, piacok jelzik a település gazdasági erejét. A fellegvárat 1962-ben nyilvánították nemzeti örökséggé. |                           |

| | Trang An kultúrtáj |
| 2014 |                    |
| Vegyes (V)(VII)(VIII) |                    |
| Védett terület: 6 226 ha, puffer zóna: 6 026 ha, hivatkozás: 1438 |                    |
| Trang An kultúrtáj egy látványos, esetenként függőleges falú sziklákkal borított térség a Vörös-folyó deltavidékében. A sziklákban különböző magasságokban fekvő barlangok régészeti kutatása során 30 000 évnyi emberi jelenlétre találtak bizonyítékokat. Az első időkben vadászó-gyűjtögető népcsoportok éltek itt, akik szélsőséges természeti körülményekhez is alkalmazkodni tudtak például az utolsó jégkorszak utáni pusztító áradásokhoz. A későbbi leletek az újkőkorból és a bronzkorból származnak majd a jelenkorig minden időszakból kerültek elő bizonyítékok. Vietnám ősi fővárosát is itt alapították a 10. században. A világörökségi helyszínhez tartozó területen körülbelül 14 ezren élnek, legtöbbjük mezőgazdasággal foglalkozik. A térség jelentős része lakatlan, a puffer zónában rizsföldek terülnek el. A változatos karsztformák toronyszerű elemekből állnak, közöttük völgyek hálózatával amit a tenger többször is elárasztott. A völgyeket bonyolult földalatti patakrendszer köti össze, ezek közül néhány csónakokkal is hajózható. |                    |